# Муниципальные выборы в Азербайджане (2009)
Муниципальные выборы в Азербайджане 2009 г — выборы в муниципалитеты, которые являются местными органами самоуправления в Азербайджане. Это третьи общенациональные муниципальные выборы, проводимые в Азербайджанской Республике. Выборы проходили 23 декабря 2009 г.
Выборы проводились по мажоритарной системе и избирателями были только члены муниципалитетов. Согласно действующему законодательству Азербайджана председатели муниципалитетов избираются выборными членами муниципалитетов на первом заседании муниципалитетов, образованных в результате выборов.

## История
До выборов многие действующие в стране муниципалитеты были объединены и реорганизованы в соответствии с указом Президента Азербайджанской Республики Ильхама Алиева от 14 апреля 2009 года. После принятия соответствующего указа количество муниципалитетов было сокращено с 2757 до 1718. На этих выборах 81 муниципалитет, избранный на повторных, дополнительных и муниципальных выборах, проведенных в Азербайджане 6 октября 2006 года, полномочия которых истекали в 2011 году, также обратились в Центральную избирательную комиссию за решением о выборах. Обращение было рассмотрено и в этих муниципалитетах тоже состоялись выборы.
В Нахичеванской Автономной Республике 215 муниципалитетов были объединены и сокращены до 171.

## Избирательная система

### Общие сведения
В соответствии с распоряжением Президента Азербайджанской Республики от 14 апреля 2009 года многие муниципалитеты на территории республики были объединены.
Согласно Избирательному кодексу Азербайджанской Республики члены муниципалитетов, осуществляющих местное самоуправление в Азербайджане, избираются в многомандатных избирательных округах на основе пропорциональной мажоритарной системы.
- 500 — 999 избирателей — 7 человек
- 1000 — 4999 избирателей — 9 человек
- 5000 — 9999 избирателей — 11 человек
- 10 000 — 19 999 избирателей — 13 человек
- 20 000 — 49 999 избирателей — 15 человек
- 50 000 — 99 999 избирателей — 17 человек
- 100 000 — 299 999 избирателей — 19 человек[6]

Срок полномочий муниципалитетов составляет 5 лет. Членами муниципалитетов могут быть избраны граждане Азербайджанской Республики, имеющие право участвовать в выборах и постоянно проживающие на территории соответствующего избирательного округа. Кандидаты должны собрать:
- 150 подписей в регионах с населением более 99 999 человек
- 100 подписей в регионах с населением более 49 999 человек
- 75 подписей в регионах с населением более 19 999 человек
- 50 подписей в регионах с населением более 9 999 человек
- 30 подписей в регионах с населением более 4 999 человек
- 15 подписей в регионах с населением менее 4 999 человек[6]

В соответствии с Избирательным Кодексом Азербайджанской Республики предвыборная агитация начинается за 28 дней до голосования и прекращается за 24 часа до начала голосования. С 25 ноября 2009 года началась предвыборная агитационно-пропагандистская кампания в связи с муниципальными выборами и этот процесс продолжился до 08.00 22 декабря.
Исчисление срока полномочий муниципалитетов начинается со дня голосования и заканчивается в первый день вновь избранных муниципалитетов. Если до общенациональных муниципальных выборов осталось менее 6 месяцев, выборы в муниципалитетах, результаты которых были аннулированы, а также во вновь созданных, объединенных, разделенных или досрочно распущенных муниципалитетах проводятся в период общенациональных муниципальных выборов. Если до муниципальных выборов остается более 6 месяцев, то срок полномочий муниципалитетов заканчивается в первый день заседания, образованных в результате новых муниципальных выборов в стране.
Окружная избирательная комиссия признает муниципальные выборы недействительными, если число голосов, поданных за зарегистрированных кандидатов, равно. Результаты выборов признаются недействительными, если число избирательных участков, итоги голосования на которых признаны окружной избирательной комиссией или Центральной избирательной комиссией недействительными при голосовании по выборам муниципального образования, составляет более 2/5 от общего числа избирательных участков на территории данного муниципального образования или аннулированы, а число избирателей на этих избирательных участках составляет более 1/4 от общего числа зарегистрированных избирателей в муниципалитетах.
Повторные выборы назначаются в случае несостоявшихся или недействительных муниципальных выборов, а также в случае сокращения или увеличения численности граждан, проживающих на территории соответствующего муниципалитета и обладающих избирательным правом, более чем на 25 % в результате изменения территорий муниципалитетов в соответствии с Законом Азербайджанской Республики «О территориях и землях муниципалитетов».
Если члены муниципалитета не избраны в полном составе или их полномочия прекращены досрочно и в результате этого численность муниципалитета составляет менее 2/3, по решению Центральной избирательной комиссии проводятся дополнительные выборы. В случае смерти члена муниципалитета или досрочного прекращения его полномочий новые выборы проводятся по решению Центральной избирательной комиссии на основании представления окружной избирательной комиссии.

## Кандидаты и партии
Распределение кандидатов по мандатам
 По политическим партиям (54,1 %) По личной инициативе (45,43 %) По инициативным группам (0,47 %)
Члены Азербайджанской исламской партии, официальная государственная регистрация которой была аннулирована в 1995 году, участвовали в этих выборах индивидуально. На муниципальных выборах 2004 года от этой партии было избрано 15 членов муниципалитетов.
- Партия Свободы отложила свой съезд, который был запланирован на 2009 год, из-за муниципальных выборов.[8]
- Партия Социальной справедливости решила не участвовала муниципальных выборах.[8]
- Демократическая партия Азербайджана отказалась участвовать в выборах как партия и призвала своих членов баллотироваться на выборах в индивидуальном порядке.[9]
- Партия Мусават приняла решение участвовать в выборах как партия, так и по личной инициативе членов партии.[10]
- Партия Айдынлар,[11] Партия зеленых Азербайджана,[12] которая официально не зарегистрирована и партия Вахдат призвали своих членов участвовать в выборах индивидуально.[13]
- Партия Созидания приняла решение об участии в муниципальных выборах.[14]
- Партия Народного Фронта приняла участие в выборах как партия и предоставила своим членам право баллотироваться в качестве индивидуальных кандидатов.[15]
- Партия Айдынлар была официально зарегистрирована 25 ноября 2009 года и приняла участие в выборах.[16]
- Партия "Новый Азербайджан" выдвинула 15 637 кандидатов,[17]

### Кандидаты
Процесс регистрации кандидатов на муниципальных выборах начался 8 октября 2009 года и продолжался до 23 ноября 2009 года. 35 076 человек выдвинули свои кандидатуры для участия в выборах за 15 682 депутатских места в 1 718 муниципалитетах. 31 861 кандидатуры были одобрены. Всего окружные избирательные комиссии отказали в регистрации кандидатур 3215 человек. По данным на день выборов, из 30 975 зарегистрированных кандидатов 14 073 были выдвинуты самостоятельно, 16 755 — политическими партиями и 147 — инициативными группами. В выборах приняли участие 18 политических партий. Из политических партий партия «Новый Азербайджан» выдвинула 15 637 кандидатов, а 17 других политических партий — 3 872. 11 147 человек, принявших участие в выборах, воздержались, а 319 человек не указали свою партийную принадлежность. 15 773 имели высшее образование, 24 867 мужчин и 6 108 женщин.
В Нахичеванской Автономной Республике в 171 муниципалитете было 1437 мест.
Партия "Умид" (Надежда) выдвинуло 3154 своих кандидатов, партия "Мусават" — 900, а "Партия народного фронта Азербайджана" — 153 кандидата.
Партийная принадлежность зарегистрированных кандидатов:
| Политическая Партия                                        | Список кандидатов |
| ---------------------------------------------------------- | ----------------- |
| Новый Азербайджан                                          | 17688             |
| Учредительная партия                                       | 381               |
| Партия Надежды                                             | 348               |
| Партия гражданской солидарности                            | 306               |
| Партия Родина                                              | 292               |
| Партия Народного фронта                                    | 264               |
| Партия Социального Благосостояния Азербайджана             | 164               |
| Партия Демократического Азербайджана                       | 134               |
| Партия Мусават                                             | 130               |
| Партия демократических предпринимателей Азербайджана       | 112               |
| Азербайджанская политическая партия демократических реформ | 75                |
| Коммунистическая партия Азербайджана                       | 74                |
| Партия Классический народный фронт                         | 39                |
| Партия народного фронта                                    | 38                |
| Партия Национальной независимости Азербайджана             | 35                |
| Современная партия Мусават                                 | 31                |
| Партия справедливости                                      | 28                |
| Демократическая партия Азербайджана                        | 26                |
| Партия гражданского развития                               | 25                |
| Партия Гражданского союза                                  | 17                |
| Партия патриотов Азербайджана                              | 16                |
| Национальная демократическая интеллектуальная партия       | 10                |
| Партия Единства                                            | 8                 |
| Либерально-демократическая партия Азербайджана             | 4                 |
| Партия зеленых Азербайджана                                | 3                 |
| Социал-демократическая партия Азербайджана                 | 2                 |
| Партия национального единства                              | 2                 |
| Национал-демократическая партия Азербайджана               | 1                 |
| Партия Прогресса Азербайджана                              | 1                 |

## Выборы
Голосование в день выборов началось в 08:00 по бакинскому времени и закончилось в 19:00.
Муниципальные выборы проводились в 118 избирательных округах, на 4813 избирательных участках, охватывая 1718 муниципалитетов. Были избраны 15 682 муниципальных депутата.  В результате военной агрессии Армении проведение муниципальных выборов на оккупированных территориях Азербайджанской Республики — Нагорно-Карабахском регионе оказалось невозможным. Для обеспечения прозрачности выборов в соответствии с законодательством Азербайджана на большинствах действующих избирательных участков были установлены веб-камеры, за ходом выборов наблюдали 52 международных наблюдателя, 28 информационных агентств, 12 иностранных СМИ, 18 представителей телерадиокомпаний и 39 представителей местных газет и журналов.
Веб-камеры были установлены в Баку, в Нахчыванской Автономной Республике и других регионах. За выборами наблюдали 48 388 местных наблюдателей.
Президент Азербайджана Ильхам Алиев с семьей проголосовали в школе-лицее № 6 города Баку, на избирательном участке Сабаильского избирательного округа № 29.
Самая высокая явка избирателей на выборах была зафиксирована в Губа-Гусарском избирательном округе № 53 – 51,65%, самая низкая – в Агдамском сельском избирательном округе № 119 – 25,01%.
| Время | Общий  | Гянджа |
| ----- | ------ | ------ |
| 10:00 | 8.77%  | 7.38%  |
| 12:00 | 16.79% | 15.41% |
| 15:00 | 24.23% | 23.39% |
| 17:00 | 28.51% | 28.59% |
| Итог  | 31.86% | 31.17% |

## Результаты
Муниципальные выборы состоялись 23 декабря 2009 года. В муниципальных выборах приняли участие 32,4% от общего числа избирателей страны, в результате чего выборы были признаны состоявшимися.
11 января 2010 года состоялось заседание Центральной Избирательной Комиссии Азербайджана, на котором было принято решение о проведении муниципальных выборов, состоявшихся 23 декабря 2009 года, и с учетом того, что эти выборы проводились в соответствии с Конституцией Азербайджана, Избирательным Кодексом и другими законодательными актами.
|                            | Действительные | Не действительные | Всего     |
| Количество муниципалитетов | 1709           | 9                 | 1718      |
| Количество членов          | 15 591         | 91                | 15 682    |
| Количество округов         | 118            | 0                 | 118       |
| Количество избирателей     | -              | -                 | 4 612 727 |
| Голоса                     | 1 466 734      | 11 452            | 1 478 186 |
| Явка избирателей           | -              | -                 | 32.04%    |

### Статистические данные
Из числа избранных членов муниципалитета 9979 имеют высшее образование, 2711 — среднее, 2825 — среднее и 76 — незаконченное высшее. 11 517 членов муниципалитета — мужчины, 4074 — женщины. 4243 члена муниципалитета находятся в возрастной группе 21–30 лет, 2615 — 31–40 лет, 4781 — 41–50 лет и 3293 — 51–60 лет, 659 человек старше 60 лет. Всего было избрано 15 591 членов муниципалитета.
10 705 избранных членов муниципалитета были выдвинуты политическими партиями, 77 — инициативными группами и 4 809 — индивидуально.
По данным Центральной избирательной комиссии, распределение избранных членов по политическим партиям было следующим:
| Политическая партия                            | Председатель         | Количество членов муниципалитета | Количество членов муниципалитета | Количество членов муниципалитета |
| Политическая партия                            | Председатель         | Кандидат от партии               | Личная инициатива                | Итог                             |
| ---------------------------------------------- | -------------------- | -------------------------------- | -------------------------------- | -------------------------------- |
| Новый Азербайджан                              | Ильхам Алиев         | 10.290 / 15.591                  | 141 / 15.591                     | 10.431 / 15.591                  |
| Партия Родина                                  | Фазаил Агамалы       | 62 / 15.591                      | 152 / 15.591                     | 214 / 15.591                     |
| Учредительная партия                           | Фазиль Мустафа       | 132 / 15.591                     | 10 / 15.591                      | 142 / 15.591                     |
| Партия Социального Благосостояния Азербайджана | Хангусейн Казымлы    | 5 / 15.591                       | 128 / 15.591                     | 133 / 15.591                     |
| Партия гражданской солидарности                | Сабир Рустамханлы    | 61 / 15.591                      | 54 / 15.591                      | 115 / 15.591                     |
| Партия народного фронта                        | Гудрат Гасангулиев   | 81 / 15.591                      | 14 / 15.591                      | 95 / 15.591                      |
| Партия Надежды                                 | Игбал Агазаде        | 41 / 15.591                      | 2 / 15.591                       | 43 / 15.591                      |
| Коммунистическая партия Азербайджана           | Алескер Халилов      | 0 / 15.591                       | 25 / 15.591                      | 25 / 15.591                      |
| Политическая партия демократических реформ     | Асим Моллазаде       | 15 / 15.591                      | 3 / 15.591                       | 18 / 15.591                      |
| Партия национальной независимости Азербайджана | Фуад Мухтаров        | 0 / 15.591                       | 15 / 15.591                      | 15 / 15.591                      |
| Партия Гражданского Союза                      | Сабир Гаджиев        | 14 / 15.591                      | 14 / 15.591                      | 14 / 15.591                      |
| Партия Справедливости                          | Ильяс Исмаилов       | 0 / 15.591                       | 13 / 15.591                      | 13 / 15.591                      |
| Современный Мусават                            | Хафиз Гаджиев        | 0 / 15.591                       | 5 / 15.591                       | 5 / 15.591                       |
| Мусават                                        | Иса Гамбар           | 4 / 15.591                       | 3 / 15.591                       | 3 / 15.591                       |
| Партия демократического Азербайджана           | Мамед Ализаде        | 0 / 15.591                       | 3 / 15.591                       | 3 / 15.591                       |
| Демократическая партия Азербайджана            | Сардар Джалалоглу    | 0 / 15.591                       | 2 / 15.591                       | 2 / 15.591                       |
| Классический народный фронт                    | Мирмахмуд Миралиоглу | 0 / 15.591                       | 2 / 15.591                       | 2 / 15.591                       |
| Партия национального единства                  | Юнус Огуз            | 0 / 15.591                       | 2 / 15.591                       | 2 / 15.591                       |
| Народный фронт Азербайджана                    | Али Керимли          | 0 / 15.591                       | 1 / 15.591                       | 1 / 15.591                       |

11 января 2010 г. подведён итог выборов.